# 胡爾坎區 (胡爾坎省)
胡爾坎區（西班牙語：Distrito de Julcán），是秘魯的一個區，位於該國西北部拉利伯塔德大區的胡爾坎省，始建於1961年6月12日，面積208.49平方公里，海拔高度3,404米，2005年人口15,001，人口密度每平方公里72人。
8°03′S 78°30′W / 8.050°S 78.500°W